# 孙传琴
孙传琴（1968年12月—），女，汉族，安徽合肥人，中共党员，中华人民共和国政治人物。

## 生平
1991年7月毕业于安徽师范大学地理系，同年进入安徽省妇联工作。历任安徽省妇联组织联络部工作人员、科员、副主任科员、主任科员，安徽省妇联机关党委副书记，安徽省妇联组织联络部部长，安徽省妇联办公室主任。其间于2006年3月至2008年3月挂职任合肥市包河区委常委、副区长。2012年3月，任安徽省妇联副主席、党组成员、办公室主任。2012年3月，任安徽省妇联副主席、党组成员，不再兼任安徽省妇联办公室主任职务。2022年3月，调任安徽省文联党组成员、书记处书记。。2022年8月，增选为安徽省文联第七届主席团副主席。